# Leichtathletik-Länderkampf der Frauen 1984 Polen – BR Deutschland / BR Deutschland – Bulgarien / BR Deutschland – Ungarn
| 17./18./19. Leichtathletik-Länderkampf mit bundesdeutscher Beteiligung 1984             | 17./18./19. Leichtathletik-Länderkampf mit bundesdeutscher Beteiligung 1984 |
| --------------------------------------------------------------------------------------- | --------------------------------------------------------------------------- |
|                                                                                         |                                                                             |
| Ländervergleich der Frauen: Polen – BR Deutschland – Bulgarien BR Deutschland – Ungarn0 |                                                                             |
| Austragungsort                                                                          | Warschau                                                                    |
| Wettbewerbe                                                                             | 15                                                                          |
| Datum                                                                                   | 15. Juli                                                                    |
| 1. POL 2. FRG                                                                           | 097,0 P 059,0 P                                                             |
| 1. BGR 2. FRG                                                                           | 102,0 P 052,0 P                                                             |
| 1. FRG 2. HUN                                                                           | 079,5 P 076,5 P                                                             |
| Chronik                                                                                 |                                                                             |
| ← ITA-FRG B (M)                                                                         | FRG-URS 7kampf (F) →                                                        |

Die Vergleiche Nummer siebzehn, achtzehn und neunzehn des Länderkampfjahres 1984 wurden als gemeinsame Veranstaltung von vier Ländern mit getrennten Wertungen für jeweils zwei Nationen durchgeführt. Es war das dritte Event dieser Art in der Saison 1984 und wurde als Länderkampf der Frauen am 15. Juli in der polnischen Hauptstadt Warschau gegen Gastgeber Polen, Bulgarien und Ungarn ausgetragen.
Schon mehrfach waren die bundesdeutschen Frauen in diesem Jahr auf Polen getroffen, einmal davon wie jetzt auch in einem Länderkampf mit dem allgemeinen leichtathletischen Programm. Das war am 15./16. Juni in Hannover der Fall gewesen. Einschließlich dieses letzten Vergleichs stand es in der Summe aller Zweiländerkämpfe elf zu fünf für die Bundesrepublik. Darüber hinaus hatte es Vergleiche unter Beteiligung weiterer Länder zwischen Polen und Deutschland mit unterschiedlichen Ausgängen gegeben.
Auch mit Bulgarien hatte es in diesem Jahr bereits zwei Frauenbegegnungen der Werferinnen und Geherinnen gegeben. In allgemeinen Länderkämpfen trafen die beiden Länder nun zum fünften Mal aufeinander. Die Bilanz gegen Bulgarien stand wie die gegen Polen unentschieden, die Bundesrepublik und Bulgarien hatten je zweimal gewonnen.
Gegen Ungarn war dies die vierte Begegnung der bundesdeutschen Frauen in einem Zweiländerkampf. Die drei vorausgegangenen Aufeinandertreffen hatte die Bundesrepublik für sich entschieden.

## Modus
Auf dem Programm standen neben den bei Frauenländerkämpfen üblichen dreizehn Disziplinen, die den olympischen Wettbewerbskatalog komplett abdeckten, zwei weitere Rennen über 3000 Meter und 400 Meter Hürden, zwei Disziplinen, die 1984 in den olympischen Katalog für Frauen aufgenommen wurden. Gewertet wurde in allen drei Begegnungen nach dem Standardsystem.

## Ergebnis
Die bundesdeutschen Athletinnen blieben gegen Polen und Bulgarien chancenlos und mussten sich einer deutlichen Übermacht dieser beiden Länder beugen. Lediglich im Bereich Wurf/Stoß gab es bundesdeutsche Erfolge. Gegen Polen konnte die Bundesrepublik hier zwei Wettbewerbe für sich entscheiden, gegen Bulgarien einen.
Im Vergleich mit Ungarn ging es im Gegensatz zu den beiden anderen Begegnungen äußerst eng zu. Je fünf Einzelläufe gingen an Ungarn und die Bundesrepublik bei drei bundesdeutschen Doppelerfolgen und einem durch Ungarn. Die beiden Teams sicherten sich je eine der beiden Staffeln. Beide Sprungwettbewerbe gewannen die ungarischen Vertreterinnen. Im Bereich Wurf/Stoß siegte die Bundesrepublik zweimal und Ungarn einmal. In der Endabrechnung konnten sich die bundesdeutschen Frauen mit 79,5 zu 76,5 Punkten knapp durchsetzen.
Die Niederlagen in den beiden anderen Länderkämpfen fielen sehr deutlich aus. Gegen Polen musste sich das bundesdeutsche Team mit 59 zu 97 Punkten geschlagen geben. Gegen Bulgarien lautete das Resultat 102 zu 52 Punkte für Bulgarien.

## Legende
Kurze Übersicht zur Bedeutung der Symbolik – so üblicherweise auch in sonstigen Veröffentlichungen verwendet:
| NMH   | keine Höhe (No Mark) |
| k. A. | keine Angabe         |

## Einzelresultate

### 100 m
| Platz | Athletin            | Land | Zeit (s) | Länderkampfwertung | Länderkampfwertung |
| ----- | ------------------- | ---- | -------- | ------------------ | ------------------ |
| 1     | Anelija Nunewa      | BGR  | 11,49    | 1. POL 2. FRG      | 8 P 3 P            |
| 2     | Nadeschda Georgiewa | BGR  | 11,65    | 1. POL 2. FRG      | 8 P 3 P            |
| 3     | Elżbieta Tomczak    | POL  | 11,80    | 1. POL 2. FRG      | 8 P 3 P            |
| 4     | Iwona Pakula        | POL  | 12,08    | 1. BGR 2. FRG      | 8 P 3 P            |
| 5     | Ulrike Sarvari      | FRG  | 12,14    | 1. BGR 2. FRG      | 8 P 3 P            |
| 6     | Elke Vollmer        | FRG  | 12,36    | 1. FRG 2. HUN      | 8 P 3 P            |
| 7     | Eva Szabó           | HUN  | 12,55    | 1. FRG 2. HUN      | 8 P 3 P            |
| 8     | Edith Molnár        | HUN  | 12,64    | 1. FRG 2. HUN      | 8 P 3 P            |

### 200 m
| Platz | Athletin            | Land | Zeit (s) | Länderkampfwertung | Länderkampfwertung |
| ----- | ------------------- | ---- | -------- | ------------------ | ------------------ |
| 1     | Nadeschda Georgiewa | BGR  |          | 1. POL 2. FRG      | 8 P 3 P            |
| 2     | Pepa Pawlowa        | BGR  |          | 1. POL 2. FRG      | 8 P 3 P            |
| 3     | Elżbieta Tomczak    | POL  |          | 1. POL 2. FRG      | 8 P 3 P            |
| 4     | Urszula Jaros       | POL  |          | 1. BGR 2. FRG      | 8 P 3 P            |
| 5     | Martina Frank       | FRG  |          | 1. BGR 2. FRG      | 8 P 3 P            |
| 6     | Corinna Krug        | FRG  |          | 1. FRG 2. HUN      | 8 P 3 P            |
| 7     | Edith Molnár        | HUN  |          | 1. FRG 2. HUN      | 8 P 3 P            |
| 8     | Eva Kezmeth         | HUN  |          | 1. FRG 2. HUN      | 8 P 3 P            |

### 400 m
| Platz | Athletin           | Land | Zeit (s) | Länderkampfwertung | Länderkampfwertung |
| ----- | ------------------ | ---- | -------- | ------------------ | ------------------ |
| 1     | Rossiza Stamenowa  | BGR  | 51,43    | 1. POL 2. FRG      | 6 P 5 P            |
| 2     | Katia Iliewa       | BGR  | 51,92    | 1. POL 2. FRG      | 6 P 5 P            |
| 3     | Małgorzata Dunecka | POL  | 52,21    | 1. POL 2. FRG      | 6 P 5 P            |
| 4     | Ibolya Petrika     | HUN  | 53,50    | 1. BGR 2. FRG      | 8 P 3 P            |
| 5     | Erzsebet Szabó     | HUN  | 53,98    | 1. BGR 2. FRG      | 8 P 3 P            |
| 6     | Karin Lix          | FRG  | 54,32    | 1. HUN 2. FRG      | 8 P 3 P            |
| 7     | Helga Arendt       | FRG  | 54,55    | 1. HUN 2. FRG      | 8 P 3 P            |
| 8     | Ewa Gawda          | POL  | 55,60    | 1. HUN 2. FRG      | 8 P 3 P            |

### 800 m
| Platz | Athletin           | Land | Zeit (min) | Länderkampfwertung | Länderkampfwertung |
| ----- | ------------------ | ---- | ---------- | ------------------ | ------------------ |
| 1     | Janka Dimowa       | BGR  | 2:03,23    | 1. POL 2. FRG      | 8 P 3 P            |
| 2     | Katalin Szalai     | HUN  | 2:03,33    | 1. POL 2. FRG      | 8 P 3 P            |
| 3     | Jolanta Januchta   | POL  | 2:03,35    | 1. POL 2. FRG      | 8 P 3 P            |
| 4     | Nikolina Schterewa | BGR  | 2:03,57    | 1. BGR 2. FRG      | 8 P 3 P            |
| 5     | Brigida Bak        | POL  | 2:03,90    | 1. BGR 2. FRG      | 8 P 3 P            |
| 6     | Monika Bens        | FRG  | 2:05,40    | 1. HUN 2. FRG      | 6 P 5 P            |
| 7     | Gabriela Lesch     | FRG  | 2:05,42    | 1. HUN 2. FRG      | 6 P 5 P            |
| 8     | Elvira Biacsics    | HUN  | 2:08,69    | 1. HUN 2. FRG      | 6 P 5 P            |

### 1500 m
| Platz | Athletin           | Land | Zeit (min) | Länderkampfwertung | Länderkampfwertung |
| ----- | ------------------ | ---- | ---------- | ------------------ | ------------------ |
| 1     | Wanja Stojanowa    | BGR  | 4:13,60    | 1. POL 2. FRG      | 7 P 4 P            |
| 2     | Anna Bukis         | POL  | 4:16,61    | 1. POL 2. FRG      | 7 P 4 P            |
| 3     | Ines Deselaers     | FRG  | 4:18,13    | 1. POL 2. FRG      | 7 P 4 P            |
| 4     | Zita Ágost         | HUN  | 4:18,94    | 1. BGR 2. FRG      | 7 P 4 P            |
| 5     | Danuta Piotrowska  | POL  | 4:21,67    | 1. BGR 2. FRG      | 7 P 4 P            |
| 6     | Frieda Janhsen     | FRG  | 4:22,62    | 1. FRG 2. HUN      | 7 P 4 P            |
| 7     | Nikolina Schterewa | BGR  | 4:24,09    | 1. FRG 2. HUN      | 7 P 4 P            |
| 8     | Anika Kirkaly      | HUN  | 4:26,17    | 1. FRG 2. HUN      | 7 P 4 P            |

### 3000 m
| Platz | Athletin          | Land | Zeit (min) | Länderkampfwertung | Länderkampfwertung |
| ----- | ----------------- | ---- | ---------- | ------------------ | ------------------ |
| 1     | Radka Naplatanowa | BGR  | 9:04,76    | 1. POL 2. FRG      | 6 P 5 P            |
| 2     | Rossiza Jekowa    | BGR  | 9:07,40    | 1. POL 2. FRG      | 6 P 5 P            |
| 3     | Karolin Szabó     | HUN  | 9:11,37    | 1. POL 2. FRG      | 6 P 5 P            |
| 4     | Wanda Panfil      | POL  | 9:16,33    | 1. BGR 2. FRG      | 8 P 3 P            |
| 5     | Christina Mai     | FRG  | 9:17,95    | 1. BGR 2. FRG      | 8 P 3 P            |
| 6     | Elisabeth Franzis | FRG  | 9:26,94    | 1. HUN 2. FRG      | 6 P 5 P            |
| 7     | Marzena Ulidowska | POL  | 9:28,24    | 1. HUN 2. FRG      | 6 P 5 P            |
| 8     | Ilona Jankó       | HUN  | 9:32,64    | 1. HUN 2. FRG      | 6 P 5 P            |

### 100 m Hürden
| Platz | Athletin           | Land | Zeit (s) | Länderkampfwertung | Länderkampfwertung |
| ----- | ------------------ | ---- | -------- | ------------------ | ------------------ |
| 1     | Lucyna Kałek       | POL  | 12,86    | 1. POL 2. FRG      | 6 P 3 P            |
| 2     | Xénia Siska        | HUN  | 13,38    | 1. POL 2. FRG      | 6 P 3 P            |
| 3     | Liljana Iwanowa    | BGR  | 13,56    | 1. POL 2. FRG      | 6 P 3 P            |
| 4     | Ginka Sagortschewa | BGR  | 13,61    | 1. BGR 2. FRG      | 8 P 3 P            |
| 5     | Elżbieta Szulc     | POL  | 13,75    | 1. BGR 2. FRG      | 8 P 3 P            |
| 6     | Gudrun Lattner     | FRG  | 14,16    | 1. HUN 2. FRG      | 6 P 5 P            |
| 7     | Claudia Reidick    | FRG  | 14,25    | 1. HUN 2. FRG      | 6 P 5 P            |
| 8     | Ildikó Baranyai    | HUN  | 14,41    | 1. HUN 2. FRG      | 6 P 5 P            |

### 400 m Hürden
| Platz | Athletin          | Land | Zeit (s) | Länderkampfwertung | Länderkampfwertung |
| ----- | ----------------- | ---- | -------- | ------------------ | ------------------ |
| 1     | Genowefa Błaszak  | POL  | 56,18    | 1. POL 2. FRG      | 8 P 3 P            |
| 2     | Jolanta Stalmach  | POL  | 57,04    | 1. POL 2. FRG      | 8 P 3 P            |
| 3     | Nadeschda Asenowa | BGR  | 58,00    | 1. POL 2. FRG      | 8 P 3 P            |
| 4     | Janka Dimowa      | BGR  | 58,10    | 1. BGR 2. FRG      | 8 P 3 P            |
| 5     | Marlies Harnes    | FRG  | 58,11    | 1. BGR 2. FRG      | 8 P 3 P            |
| 6     | Gudrun Abt        | FRG  | 58,28    | 1. FRG 2. HUN      | 8 P 3 P            |
| 7     | Erika Szopori     | HUN  | 58,67    | 1. FRG 2. HUN      | 8 P 3 P            |
| 8     | Eszter Tarjanyj   | HUN  | 61,30    | 1. FRG 2. HUN      | 8 P 3 P            |

### 4 × 100 m Staffel
| Platz | Besetzung      | Land                                                      | Zeit (s) | Länderkampfwertung  | Länderkampfwertung |
| ----- | -------------- | --------------------------------------------------------- | -------- | ------------------- | ------------------ |
| 1     | Polen          |                                                           | 42,69    | 1. POL 2. FRG       | 5 P 2 P            |
| 2     | Bulgarien      |                                                           | 43,90    | 1. POL 2. FRG       | 5 P 2 P            |
| 3     | BR Deutschland | Martina Frank Elke Vollmer Ulrike Sarvari Mechthild Kluth | 45,74    | 1. Bulgarien 2. FRG | 5 P 2 P            |
| 4     | Ungarn         |                                                           | 47,37    | 1. FRG 2. HUN       | 5 P 2 P            |

### 4 × 400 m Staffel
| Platz | Besetzung      | Land                                               | Zeit (min) | Länderkampfwertung  | Länderkampfwertung |
| ----- | -------------- | -------------------------------------------------- | ---------- | ------------------- | ------------------ |
| 1     | Polen          |                                                    | 3:31,88    | 1. POL 2. FRG       | 5 P 2 P            |
| 2     | Bulgarien      |                                                    | 3:33,76    | 1. Bulgarien 2. FRG | 5 P 2 P            |
| 3     | Ungarn         |                                                    | 3:35,98    | 1. Bulgarien 2. FRG | 5 P 2 P            |
| 4     | BR Deutschland | Karin Lix Gudrun Abt Marlies Harnes Claudia Steger | 3:36,26    | 1. HUN 2. FRG       | 5 P 2 P            |

### Hochsprung
| Platz | Athletin             | Land | Höhe (m) | Länderkampfwertung | Länderkampfwertung |
| ----- | -------------------- | ---- | -------- | ------------------ | ------------------ |
| 1     | Danuta Bułkowska     | POL  | 1,90     | 1. POL 2. FRG      | 8 P 2 P            |
| 2     | Stefka Kostadinowa   | BGR  | 1,85     | 1. POL 2. FRG      | 8 P 2 P            |
| 2     | Jolanta Komsa        | POL  | 1,85     | 1. POL 2. FRG      | 8 P 2 P            |
| 4     | Olga Juha            | HUN  | 1,80     | 1. BGR 2. FRG      | 5 P 3 P            |
| 5     | Christiane Mergemann | FRG  | 1,75     | 1. BGR 2. FRG      | 5 P 3 P            |
| 5     | Andrea Mátay         | HUN  | 1,75     | 1. HUN 2. FRG      | 7 P 3 P            |
| NMH   | Petra Wziontek       | FRG  |          | 1. HUN 2. FRG      | 7 P 3 P            |
| NMH   | k. A.                | BGR  |          | 1. HUN 2. FRG      | 7 P 3 P            |

### Weitsprung
| Platz | Athletin              | Land | Weite (m) | Länderkampfwertung | Länderkampfwertung |
| ----- | --------------------- | ---- | --------- | ------------------ | ------------------ |
| 1     | Anna Włodarczyk       | POL  | 6,97      | 1. POL 2. FRG      | 7 P 4 P            |
| 2     | Cecka Kanozeva        | BGR  | 6,55      | 1. POL 2. FRG      | 7 P 4 P            |
| 3     | Klara Novobaczky      | HUN  | 6,55      | 1. POL 2. FRG      | 7 P 4 P            |
| 4     | Liljana Iwanowa       | BGR  | 6,50      | 1. BGR 2. FRG      | 8 P 3 P            |
| 5     | Jasmin Feige          | FRG  | 6,32      | 1. BGR 2. FRG      | 8 P 3 P            |
| 6     | Elzbieta Klimaszewska | POL  | 6,26      | 1. HUN 2. FRG      | 7 P 4 P            |
| 7     | Zsuzsa Vanyek         | HUN  | 6,23      | 1. HUN 2. FRG      | 7 P 4 P            |
| 8     | Brigitte Mandel       | FRG  | 5,96      | 1. HUN 2. FRG      | 7 P 4 P            |

### Kugelstoßen
| Platz | Athletin          | Land | Weite (m) | Länderkampfwertung | Länderkampfwertung |
| ----- | ----------------- | ---- | --------- | ------------------ | ------------------ |
| 1     | Swetla Mitkowa    | BGR  | 18,78     | 1. FRG 2. POL      | 8 P 3 P            |
| 2     | Vera Schmidt      | FRG  | 17,22     | 1. FRG 2. POL      | 8 P 3 P            |
| 3     | Birgit Petsch     | FRG  | 17,13     | 1. FRG 2. POL      | 8 P 3 P            |
| 4     | Victoria Horvath  | HUN  | 16,75     | 1. BGR 2. FRG      | 6 P 5 P            |
| 5     | Sniezana Wasilewa | BGR  | 16,45     | 1. BGR 2. FRG      | 6 P 5 P            |
| 6     | Hajnal Herth      | HUN  | 16,23     | 1. FRG 2. HUN      | 8 P 3 P            |
| 7     | Dorota Waszczuk   | POL  | 14,92     | 1. FRG 2. HUN      | 8 P 3 P            |
| 8     | Boguslawa Suska   | POL  | 14,90     | 1. FRG 2. HUN      | 8 P 3 P            |

### Diskuswurf
| Platz | Athletin           | Land | Weite (m) | Länderkampfwertung | Länderkampfwertung |
| ----- | ------------------ | ---- | --------- | ------------------ | ------------------ |
| 1     | Zwetanka Christowa | BGR  | 66,40     | 1. POL 2. FRG      | 7 P 4 P            |
| 2     | Marta Kripli       | HUN  | 61,00     | 1. POL 2. FRG      | 7 P 4 P            |
| 3     | Swetla Mitkowa     | BGR  | 60,02     | 1. POL 2. FRG      | 7 P 4 P            |
| 4     | Sanderne Pallaine  | HUN  | 58,82     | 1. BGR 2. FRG      | 8 P 3 P            |
| 5     | Renata Katewicz    | POL  | 56,10     | 1. BGR 2. FRG      | 8 P 3 P            |
| 6     | Dagmar Galler      | FRG  | 55,72     | 1. HUN 2. FRG      | 8 P 3 P            |
| 7     | Ewa Siepsiak       | POL  | 54,36     | 1. HUN 2. FRG      | 8 P 3 P            |
| 8     | Birgit Petsch      | FRG  | 49,16     | 1. HUN 2. FRG      | 8 P 3 P            |

### Speerwurf
| Platz | Athletin         | Land | Weite (m) | Länderkampfwertung | Länderkampfwertung |
| ----- | ---------------- | ---- | --------- | ------------------ | ------------------ |
| 1     | Brigitte Graune  | FRG  | 59,68     | 1. FRG 2. POL      | 8 P 3 P            |
| 2     | Katalin Hartain  | HUN  | 58,38     | 1. FRG 2. POL      | 8 P 3 P            |
| 3     | Zsuzsa Malovecz  | HUN  | 56,92     | 1. FRG 2. POL      | 8 P 3 P            |
| 4     | Manuela Alizadeh | FRG  | 55,88     | 1. FRG 2. BGR      | 8 P 3 P            |
| 5     | Maria Djalewa    | BGR  | 55,58     | 1. FRG 2. BGR      | 8 P 3 P            |
| 6     | Maria Jabłońska  | POL  | 53,94     | 1. FRG 2. HUN      | 6 P 5 P            |
| 7     | Elżbieta Wójte   | POL  | 49,10     | 1. FRG 2. HUN      | 6 P 5 P            |
| 8     | Swetla Mitkowa   | BGR  | 38,84     | 1. FRG 2. HUN      | 6 P 5 P            |